# Amparo Alvajar
Pour les articles homonymes, voir Alvajar.
María del Amparo Alvajar López Jean, plus connue sous le nom d'Amparo Alvajar, née à La Corogne en 1916 et morte en 1998 à Monçao, au Portugal, est une journaliste, dramaturge et écrivaine espagnole, exilée républicaine sous le franquisme, notamment en Amérique.

## Biographie
Elle est la fille de l'homme politique et journaliste républicain César Alvajar et de la militante féministe Amparo López Jean.
Après des études de commerce à La Corogne, elle travaille dans cette ville durant la République auprès de Santiago Casares Quiroga, le père de Maria Casarès. Après la victoire du Front Populaire, elle rejoint Madrid pour travailler avec lui dans les services secrets du Ministère de l'Intérieur.
Pendant la guerre d'Espagne, elle part pour Valence et épouse le journaliste Arturo Cuadrado.
Lorsque les troupes franquistes occupent la Catalogne et s'emparent de Barcelone, elle doit rejoindre la France lors de la Retirada. En octobre 1939, elle réussit à embarquer, alors que la Seconde Guerre mondiale a éclaté, sur le paquebot Massilia à La Rochelle. Après un périple de plusieurs semaines, elle arrive à Buenos Aires en novembre, où elle refait sa vie.

## Vie dans l'exil
En Argentine, elle publie des essais sur la Galice. Elle traduit également, du français à l'espagnol, des auteurs français tels que Diderot et Flaubert.
Elle emménage plus tard dans la ville de New York, où elle devient traductrice aux Nations unies. Elle vit ensuite à Paris et travaille à l'UNESCO.
Elle prend sa retraite à Monçao, ville portugaise située près de sa terre natale galicienne. C'est dans cette commune qu'elle décède en mai 1998.